# Dysmicoccus wistariae
Dysmicoccus wistariae är en insektsart som först beskrevs av Green 1923.  Dysmicoccus wistariae ingår i släktet Dysmicoccus och familjen ullsköldlöss. Inga underarter finns listade i Catalogue of Life.